# 1922 Zulu
Az 1922 Zulu (ideiglenes jelöléssel 1949 HC) egy kisbolygó a Naprendszerben. Ernest Leonard Johnson fedezte fel 1949. április 25-én.